# Xã Kent, Quận Warren, Indiana
Xã Kent (tiếng Anh: Kent Township) là một xã thuộc quận Warren, tiểu bang Indiana, Hoa Kỳ. Năm 2010, dân số của xã này là 428 người.